# Ingared

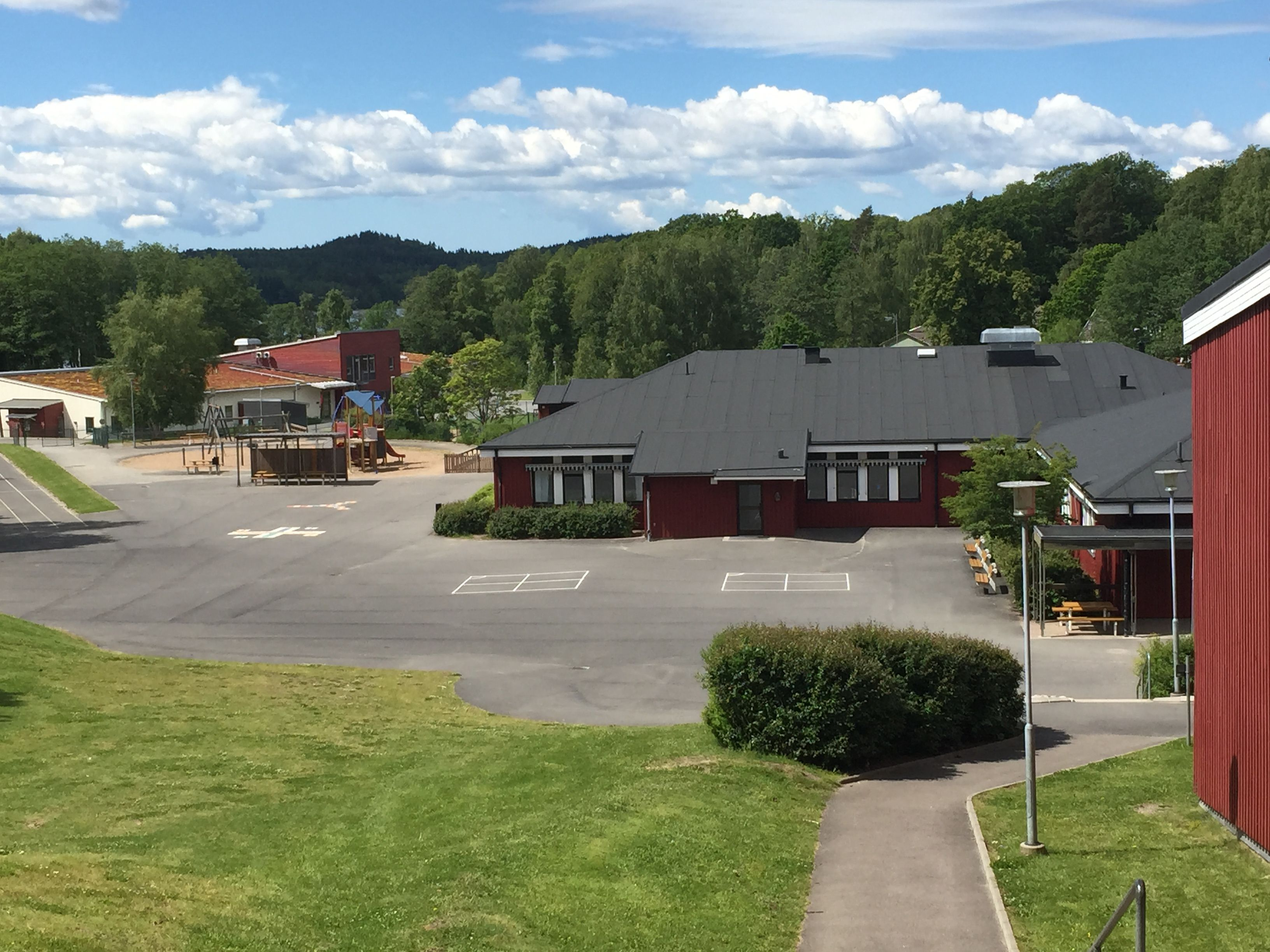
Ingaredsskolan

Ingared är en tätort i Alingsås kommun som är belägen cirka elva kilometer sydväst om centralorten längs gamla landsvägen mot Göteborg, vid Sävelångens nordvästra ände, inte långt från dagens europaväg E20 och Hemsjö med dess stora kyrka. Ingared består näst intill enbart av bostadsområden, då de flesta pendlar därifrån för att arbeta i Alingsås, Lerum eller Göteborg.
Det finns förskola, förskoleklass, grundskola upp till och med årskurs 6 i Ingared, Ingaredsskolan, där även de flesta elever från Norsesund går. Därefter brukar det av tradition vara Gustav Adolfskolan inne i Alingsås som tar emot elever från Ingared och andra orter sydväst om Alingsås. Skolan i Ingared är för tillfället under utbyggnad, den beräknas vara färdigställd 2027 och kommer då hysa elever från förskoleklass till årskurs 9. Det finns även ett äldreboende, Hemsjögården, och i samma byggnad Sävelången Familjeläkare och BVC, en liten vårdcentral. Bredvid skolan finns ett bibliotek som är bemannat några dagar i veckan. Det finns många lekplatser i Ingared, men även flera fotbollsplaner för sjumannalag och en beachvolleybollplan. På sommaren finns en badplats i Ingared med brygga. Nere vid stranden finns också en skatepark som invigdes 2012. Skolgården renoverades och rustades upp totalt 2012. Just nu pågår bygget av ny skolbyggnad, dom nya byggnaderna ska inhysa elever från förskoleklass till årskurs 9. 
Hemsjö IF är ortens stora idrottsförening med bland annat bordtennis, fotboll och gymnastik, och har en del träningar i Ingared, även om deras klubblokaler, gräs- och grusplaner, Byvallen, ligger i just Hemsjö, en och en halv kilometer bort.

## Historia
Ingared blev, från att ha varit föga mer än en vägkorsning på en ås med gästgiveri, trädgårdar, lador, herrgård och sjö, en tydlig ort vid mitten av 1970-talet, när hela villakvarter byggdes på de omkringliggande ängarna. Tillsammans med erforderlig servicebebyggelse i form av bibliotek, låg- och mellanstadieskola, dagis, barnavårdscentral, idrottshall och affär - Affären - fyllde de i den sparsamma bebyggelse som då redan kommit i de kuperade omgivningarna söder om vägen till Norsesund. Sedan dess har det kontinuerligt tillkommit nya kvarter och då främst nord och nordväst om samma lokalväg.
Efter att ha varit nedlagd och stängd under en period runt 1990, öppnades affären igen på 1990-talet och efter ett ägarbyte diversifierades verksamheten till att även innehålla pizzeria. Under början av 2000-talet tillkom Hemsjögården, en relokalisering av det alltför lilla äldreboendet närmare Hemsjö. I samma byggnad fanns även distriktssköterska och BVC, som försvann i mitten av 2000-talet. Hösten 2009 öppnades i översta våningen på äldreboendet Sävelången familjeläkare och BVC som skall ge service till befolkningen i Ingared och kringliggande samhällen. Äldreboendet ligger längs gamla landsvägen på platsen där det tidigare stod en stor lada som de sista åren användes som en inomhusskateboardpark med flera olika typer av ramper. I samband med äldreboendets byggande fick huvudgatan, den gamla landsvägen, en ny beläggning med kullersten samtidigt som det byggdes ett torg utanför pizzerian/servicebutiken. Samtidigt flyttades busshållplatsen och utvidgades till två bussfickor. Bakom affären har man förlagt en återvinningsstation.

## Befolkningsutveckling
| Befolkningsutvecklingen i Ingared 1975–2020                                                                 | Befolkningsutvecklingen i Ingared 1975–2020 | Befolkningsutvecklingen i Ingared 1975–2020 | Befolkningsutvecklingen i Ingared 1975–2020 | Befolkningsutvecklingen i Ingared 1975–2020 |
| --- | ------------------------------------------- | ------------------------------------------- | ------------------------------------------- | ------------------------------------------- |
| |                                             |                                             |                                             |                                             |
| År |                                             |                                             | Folkmängd                                   | Areal (ha)                                  |
| 1975 | 1975                                        |                                             | 393                                         |                                             |
| 1980 | 1980                                        |                                             | 724                                         |                                             |
| 1990 | 1990                                        |                                             | 1 337                                       | 73                                          |
| 1995 | 1995                                        |                                             | 1 297                                       | 80                                          |
| 2000 | 2000                                        |                                             | 1 241                                       | 78                                          |
| 2005 | 2005                                        |                                             | 1 216                                       | 78                                          |
| 2010 | 2010                                        |                                             | 1 299                                       | 78                                          |
| 2015 | 2015                                        |                                             | 1 703                                       | 217                                         |
| 2018 | 2018                                        |                                             | 2 207                                       | 330                                         |
| 2020 | 2020                                        |                                             | 2 414                                       | 327                                         |
| Anm.: Ny tätort 1975, införlivade 2015 Norsesund och 2018 Hemsjö, Alingsås kommun och 2023 Hästeryd och Ryd |                                             |                                             |                                             |                                             |

## Kommunikationer
Orten förbinds med bussar till Norsesunds station vid Västra stambanan där Göteborgs pendeltåg trafikerar. Det går även reguljär busstrafik till Alingsås, Ödenäs, Edsås och Lövhult.